# Condado de Iron (Utah)

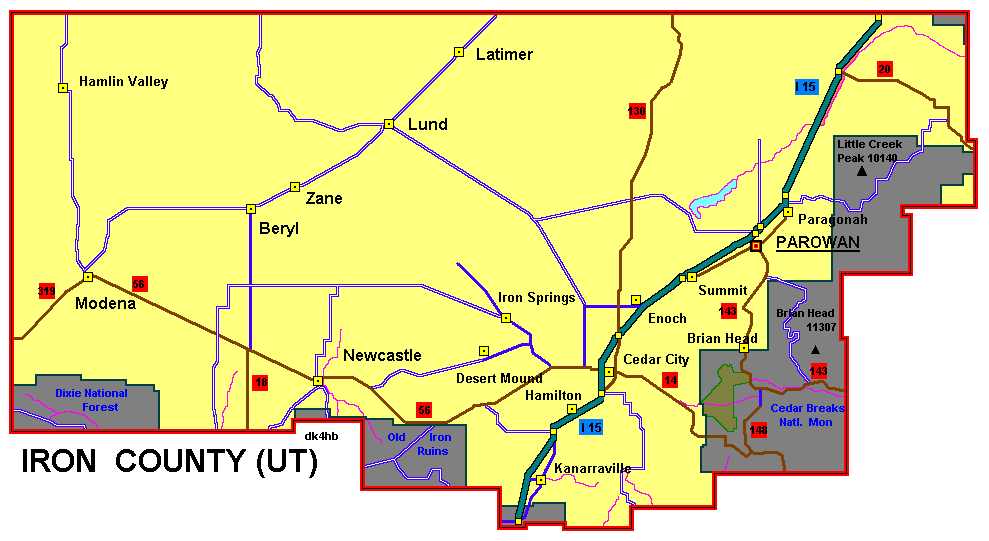
Detalle del condado de Iron.

El condado de Iron es un condado del estado de Utah, Estados Unidos. La población en 2000 era de 33.779 h.; se estima que en 2005 era de 38.311. Su nombre original era Little Salt Lake Valley. Se cambió el nombre por la mina de hierro al oeste de Cedar City. Su sede es Parowan; la mayor ciudad es Cedar City.

## Geografía
Según la oficina del censo de Estados Unidos, el condado tiene una superficie total de 8.552 km², de los cuales 8.542 km² son tierra y 10 km² (0,12%) están cubiertos de agua.

### Condados Adyacentes
- Washington, Utah - (Sur)
- Kane, Utah - (Sureste)
- Garfield, Utah - (Este)
- Beaver, Utah - (Norte)
- Lincoln, Nevada - (Oeste)